# Barnhill Tollhouse

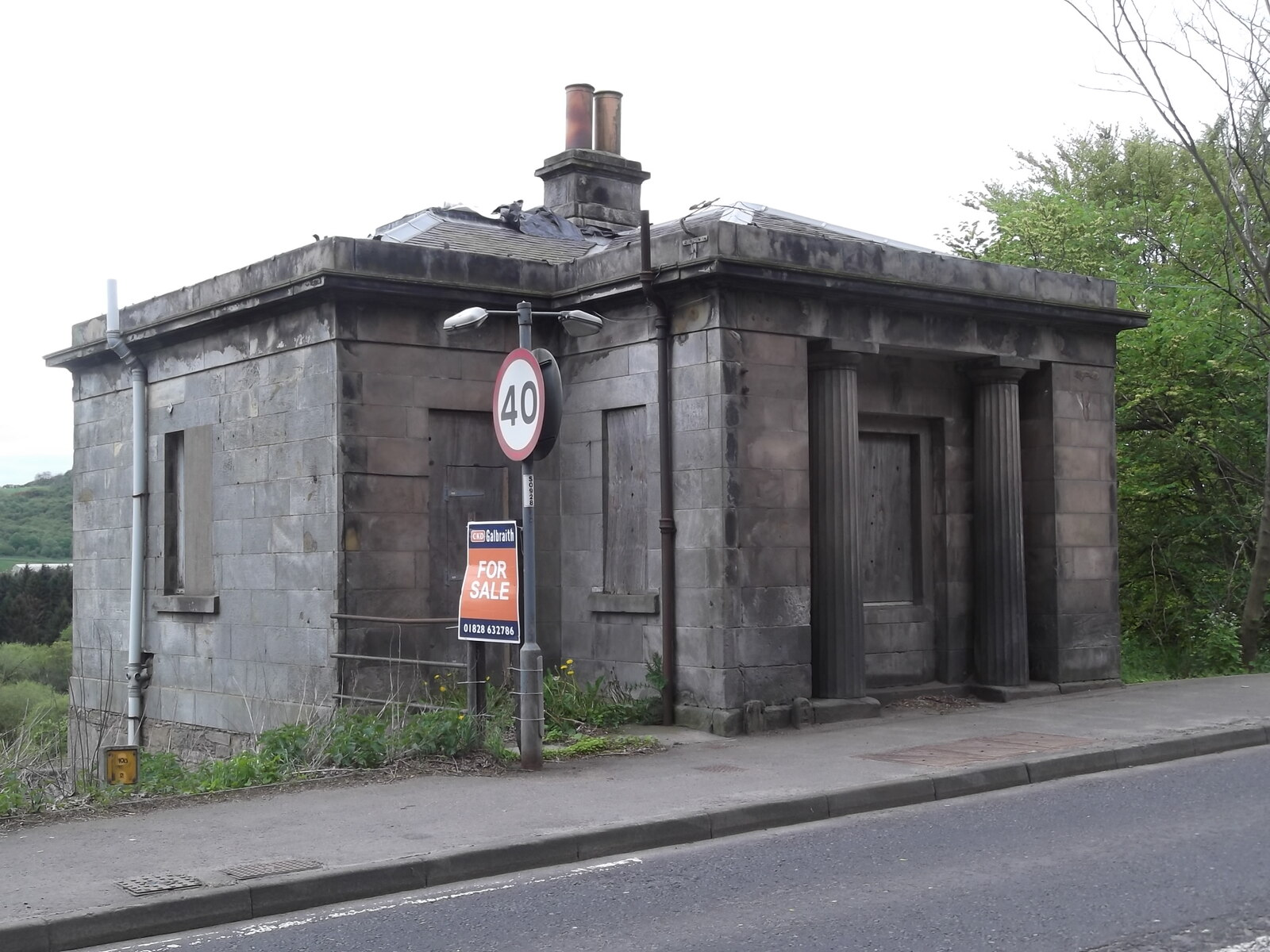
Barnhill Tollhouse

Das Barnhill Tollhouse ist ein ehemaliges Zollhaus in der schottischen Stadt Perth in der Council Area Perth and Kinross. 1965 wurde das Bauwerk in die schottischen Denkmallisten in der höchsten Denkmalkategorie A aufgenommen.

## Geschichte
Das Zollhaus entstand im frühen 19. Jahrhundert. Möglicherweise veranlasste Lord Gray, der um diese Zeit das nahegelegene Herrenhaus Kinfauns Castle errichten ließ, den Bau. Historisch an der Straße nach Dundee, der heutigen A85, gelegen, markierte das Barnhill Tollhouse aus Südosten kommend die Stadtgrenze Perths. Im Jahre 2004 wurde das Gebäude in das Register gefährdeter denkmalgeschützter Bauwerke in Schottland aufgenommen. Der Zustand des leerstehenden Barnhill Tollhouse wird als sehr schlecht bei gleichzeitig hoher Gefährdung eingestuft. Zwischenzeitlich wurde der Eintrag gelöscht, was regelmäßig auf eine abgeschlossene Restaurierung hindeutet.

## Beschreibung
Das einstöckige Gebäude ist in einen Hang westlich der Straße gebaut. Es weist einen T-förmigen Grundriss auf. Den zur Straße hin hervortretenden Eingang flankieren dorische Säulen. Rechts zeigt eine Tafel die fälligen Zölle. Das Gebäude schließt mit einem schiefergedeckten Walmdach.